# Seznam zápasů tožské fotbalové reprezentace na MS
Fotbalová reprezentace Toga byla celkem 1x na mistrovstvích světa ve fotbale a to v roce 2006.
- Aktualizace po MS 2006 - Počet utkání - 3 - Vítězství - 0x - Remízy - 0x - Prohry - 3x

| Číslo | Soupeř      | Výsledek | MS      | Fáze turnaje       | Góly Toga     |
| ----- | ----------- | -------- | ------- | ------------------ | ------------- |
| 1.    | Jižní Korea | 1 – 2    | MS 2006 | základní skupina G | Mohamed Kader |
| 2.    | Švýcarsko   | 0 – 2    | MS 2006 | základní skupina G |               |
| 3.    | Francie     | 0 – 2    | MS 2006 | základní skupina G |               |